# Фед куп 2009.
Фед куп 2009 је 47 сезона Фед купа који играју женске националне тениске репрезентације. Такмичење почиње 7.-8. фебруара а финални меч ће се одигрти 7.-8. новембра.

## Светска група
| Састав светске групе у 2009 | Састав светске групе у 2009 | Састав светске групе у 2009 | Састав светске групе у 2009 |
| --------------------------- | --------------------------- | --------------------------- | --------------------------- |
| Русија                      | Шпанија                     | Италија                     | САД                         |
| Француска                   | Кина                        | Аргентина                   | Чешка                       |

### Жреб
|  | Четвртфинале                          | Четвртфинале               |                                         |   | Полуфинале | Полуфинале |  |  | Финале | Финале |
|  |                                       |                            |                                         |   |            |            |  |  |        |        |
|  | 7-8. фебруар - Москва, Русија         |                            |                                         |   |            |            |  |  |        |        |
|  |                                       |                            |                                         |   |            |            |  |  |        |        |
|  | Русија                                | 5                          |                                         |   |            |            |  |  |        |        |
|  | Русија                                | 5                          | 25-26. април - Пуља, Италија            |   |            |            |  |  |        |        |
|  | Кина                                  | 0                          |                                         |   |            |            |  |  |        |        |
|  | Кина                                  | 0                          | Русија                                  | 1 |            |            |  |  |        |        |
|  | 7-8. фебруар - Орлеан, Француска      |                            | Русија                                  | 1 |            |            |  |  |        |        |
|  |                                       | Италија                    | 4                                       |   |            |            |  |  |        |        |
|  | Италија                               | Италија                    | 4                                       | 5 |            |            |  |  |        |        |
|  | Италија                               |                            | 7-8. новембар - Ређо Калабрија, Италија | 5 |            |            |  |  |        |        |
|  | Француска                             | 0                          |                                         |   |            |            |  |  |        |        |
|  | Француска                             | 0                          | Италија                                 | 4 |            |            |  |  |        |        |
|  | 7-8. фебруар - Surprise, Аризона, САД |                            | Италија                                 | 4 |            |            |  |  |        |        |
|  |                                       | САД                        | 0                                       |   |            |            |  |  |        |        |
|  | САД                                   | САД                        | 0                                       | 3 |            |            |  |  |        |        |
|  | САД                                   | 25-26. април - Брно, Чешка |                                         | 3 |            |            |  |  |        |        |
|  | Аргентина                             | 2                          |                                         |   |            |            |  |  |        |        |
|  | Аргентина                             | 2                          | САД                                     | 3 |            |            |  |  |        |        |
|  | 7-8. фебруар - Брно, Чешка            |                            | САД                                     | 3 |            |            |  |  |        |        |
|  |                                       | Чешка                      | 2                                       |   |            |            |  |  |        |        |
|  | Чешка                                 | Чешка                      | 2                                       | 4 |            |            |  |  |        |        |
|  | Чешка                                 |                            |                                         | 4 |            |            |  |  |        |        |
|  | Шпанија                               | 1                          |                                         |   |            |            |  |  |        |        |
|  | Шпанија                               | 1                          |                                         |   |            |            |  |  |        |        |

Победнице су наставиле борбу за титулу, а 4 поражене репрезентације са играле су са победницама Светске гупе II за попуну Светске групе за 2010. годину.

## Светска група плеј оф
У доигравању (плеј офу) за попуну Светске групе играјле су поражене екипе из првог кола Светске групе Шпанија, Француска, Кина и Аргентина, против победница из првог кола Светске групе II Украјине, Србије, Немачке, и Словачке. Мечеви су одиграни 25/26. априла 2009.
| Место(подлога)     | Екипа домаћина | Резултат | Гостујућа екипа |
| ------------------ | -------------- | -------- | --------------- |
| Љеида, Шпанија (1) | Шпанија        | 0:4      | Србија          |
| Лимож, Француска   | Француска      | 3:2      | Словачка        |
| Франкфурт, Немачка | Немачка        | 3:2      | Кина            |
| Аргентина (4)      | Аргентина      | 0:5      | Украјина        |

Победнице Србија, Француска, Немачка и Украјина ће се 2010. такмичити у Светкој групи, а поражени Шпанија, Словачка, Кина и Аргентина у Светској групи II.

## Светска група II
Мечеви су одиграни 7-8. фебруара 
| Место(подлога)                    | Екипа домаћина | Резултат | Гостујућа екипа |
| --------------------------------- | -------------- | -------- | --------------- |
| Братислава, Словачка тврда (зат.) | Словачка       | 4:1      | Белгија (1)     |
| Цирих, Швајцарска (тврда зат.)    | Швајцарска     | 2:3      | Немачка(4)      |
| Београд, Србија тврда (зат.)      | Србија         | 4:1      | Јапан(3)        |
| Харков, Украјина тврда (зат.)     | Украјина       | 3:2      | Израел (2)      |

Победнице Белгија, Немачка, Србија и Украјина су са пораженим екипама из Светске групе Шпанија, Француска, Кина и Аргентина играле 25 - 26. априла у доигравању (плеј оф) за попуну Светске групе за 2010. годину.
Поражене екипе су играле доигравања (плеј оф) за опстанак у Светској групи II.

## Светска група II плеј оф
Такмичење у плеј офу за попуну Светске групе II одржано је 25/26. априла 2009.
У плеј офу су играле 4 екипе које су поражене у првпм колу Светске групе II: Израел, Белгија, Јапан, Швајцарска, и четири екипе победнице регионалних такмичења: две екипе из Евроафричке зоне Естонија и Пољска, победник Америчке зоне Канада и Азијскоокеанијске зоне Аустралија.
| Место(подлога)                   | Екипа домаћина | Резултат | Гостујућа екипа |
| -------------------------------- | -------------- | -------- | --------------- |
| Хаселт, Белгија, шљака (зат) (1) | Белгија        | 3:2      | Канада          |
| Талин, Естонија, тврда (зат)     | Естонија       | 3:2      | Израел (2)      |
| Гдиња, Пољска, шљака             | Пољска         | 3:2      | Јапан (3)       |
| Милдура, Аустрија трава          | Аустрија       | 3:1      | Швајцарска (4)  |

Победници Белгија, Естонија, Пољска и Аустралија ће 2010. играти у Светској групи II, а поражени Канада, Израел, Јапан, Швајцарска у Првим групама регионалних зона.

## Америчка зона

### Прва група
Група игра у Монтреалу, Канада
- Бахаме
- Бразил
- Канада
- Колумбија
- Мексико
- Парагвај
- Порторико
- Венецуела

### Друга група
Група игра у Санто Домингу, Доминиканска република
- Бермуди
- Боливија
- Чиле
- Куба
- Доминиканска Република
- Еквадор
- Гватемала
- Хондурас
- Мексико
- Панама
- Перу
- Тринидад и Тобаго
- Уругвај

## Евроафричка зона

### Прва група
- Аустрија
- Белорусија
- Босна и Херцеговина
- Бугарска
- Хрватска
- Данска
- Естонија
- Уједињено Краљевство
- Мађарска
- Луксембург
- Холандија
- Пољска
- Португалија
- Румунија
- Словенија
- Шведска

### Друга група
- Грузија
- Летонија
- Литванија
- Мароко
- Португалија
- Јужна Африка
- Турска

### Трећа група
- Алжир
- Јерменија
- Египат
- Финска
- Грчка
- Исланд
- Ирска
- Лихтенштајн
- Малта
- Молдавија
- Црна Гора
- Норвешка
- Тунис
- Зимбабве
- Белорусија

## Азијскоокеанијска зона

### Прва група
Група игра у Перту, Аустралија
- Аустралија
- Кинески Тајпеј
- Индија
- Индонезија
- Јужна Кореја
- Нови Зеланд
- Тајланд
- Узбекистан

### Друга група
Група игра у Перту, Аустралија
- Хонгконг
- Казахстан
- Иран
- Сингапур
- Сирија
- Туркменистан